# 4095 Ishizuchisan
4095 Ishizuchisan је астероид главног астероидног појаса са средњом удаљеношћу од Сунца која износи 2,120 астрономских јединица (АЈ).
Апсолутна магнитуда астероида је 14,0.